# Zoran Radmilović
Zoran Radmilović (Zaječar, 11. svibnja 1933. – Beograd, 21. srpnja 1985.), srbijanski glumac.

## Životopis
Po očevoj želji upisao je pravo na Sveučilištu u Beogradu, potom studirao i na Arhitektonskom i Filološkom fakultetu; usporedo je oprobao glumačke mogućnostu u KUD „Ivo Lola Ribar“, potom upisao i postupno apsolvirao glumu na Akademiji za pozorište, film, radio i televiziju te započeo karijeru u Beogradskom dramskom kazalištu (1962. – 1968.), u kome isprva nastupa u manje značajnim predstavama.
Godine 1964., zbog odustajanja Ljube Tadića, Radmilović uskače u naslovnu ulogu u Kralju Ibiju (na sceni Ateljea 212), predstavi koju pretvara - razotkrivajući potpuno izuzetnu glumačku nadarenost - u trijumf improvizacije (veliki uspjeh ostvaruje i na gostovanjima u Parizu, Moskvi, New Yorku, Veneciji i dr.), u "svoju scenu" koja će trajati (zajedno s kasnijim Radovanom III. Dušana Kovačevića) dva desetljeća.
Iako je ostvario niz uspješnih uloga u kazalištu (stalni je član Ateljea 212 od 1968. godine do smrti), na filmu, televiziji i estradi, sve su one ostale u sjeni "uloge života" u Kralju Ibiju (čak i kad se radi o briljantnom ostvarenju - ulozi Molijera u istoimenom komadu M. A. Bulgakova, za koju je nagrađen Oktobarskom nagradom grada Beograda).
Na filmu je debitirao 1962. godine (Čudna devojka, Jovana Živanovića) i odigrao oko dvadeset uloga. Glavne je ostvario u filmovima Glineni golub (T. Janić, 1966.), Ram za sliku moje drage (Mirza Idrizović, 1968.), Pogled u noć (N. Stojanović, 1968.), Paviljon 6 (L. Pintilie, 1978.), Sretna porodica (Gordan Mihić, 1980.).

## Kazalište
- 1964. - Kralj Ibi
- Radovan III.

## Filmografija
- 1962. - Čudna devojka - kao Peđa
- 1964. - Marš na Drinu - kao kockar
- 1964. - Pravo stanje stvari
- 1965. - Gorki deo rijeke
- 1966. - Glineni golub
- 1968. - Ram za sliku moje majke
- 1969. - Veliki dan
- 1971. - W. R. Misterije organizma
- 1977. - Više od igre (TV serija) - kao kapetan Mihajlo Miša Šljivić (kapetan M.Š.)
- 1978. - Paviljon 6
- 1978. - Pogled u noć
- 1979. - Radio Vihor zove Anđeliju
- 1979. - Usijanje
- 1980. - Majstori, majstori
- 1980. - Sretna porodica - kao ujak
- 1981. - Šesta brzina
- 1982. - Maratonci trče počasni krug - kao Bili Piton
- 1983. - Šećerna vodica - kao dr. Dragović
- 1985. - Držanje za zrak
- 1985. - Otac na službenom putu
- 1986. - Šmeker

## Nagrade
- 1983. nagrada Dobričin prsten.
- Nekoliko dana pred smrt primio je, u bolničkoj postelji, Sedmojulsku nagradu SR Srbije.
- Oktobarska nagrada grada Beograda

## Nagrada "Zoranov brk"
Nagrada "Zoranov brk" se dodjeljuje svake godine u čast Zorana Radmilovića na manifestaciji "Dani Zorana Radmilovića" u Zaječaru. Nagrada je ustanovljena 1991. godine